# Golden Earring
Golden Earring je nizozemská rocková skupina, založená v roce 1961 v Haagu jako Golden Earrings („s“ na konci přestali používat v roce 1969). Úspěchů v mezinárodních hitparádách dosáhli s písněmi „Eight Miles High“ (1969), „Radar Love“ (1973), „Twilight Zone“ (1982) a „When the Lady Smiles“ (1984). V Nizozemsku měli více než 40 hitů a dostali přes 30 zlatých a platinových alb. Současní členové skupiny Golden Earring jsou Barry Hay (zpěv, kytara, flétna a saxofon, člen od roku 1968), George Kooymans (zpěv a kytara, zakládající člen), Rinus Gerritsen (baskytara a klávesy, zakládající člen), a Cesar Zuiderwijk (bicí a perkusy, člen od roku 1970). Golden Earring prodali po celém světě miliony svých alb a jednou z nejstarších rockových skupin na světě, které stále vystupují.

## Diskografie
- Just Earrings (1965)
- Winter-Harvest (1967)
- Miracle Mirror (1968)
- On the Double (1969)
- Eight Miles High (1969)
- Golden Earring (1970)
- Seven Tears (1971)
- Together (1972)
- Moontan (1973)
- Switch (1975)
- To the Hilt (1976)
- Contraband (1976)
- Grab It for a Second (1978)
- No Promises...No Debts (1979)
- Prisoner of the Night (1980)
- Cut (1982)
- N.E.W.S. (1984)
- The Hole (1986)
- Keeper of the Flame (1989)
- Bloody Buccaneers (1991)
- Face It (1994)
- Love Sweat (1995)
- Paradise in Distress (1999)
- Millbrook U. S. A. (2006)
- Tits 'n Ass (2012)

## Fotogalerie

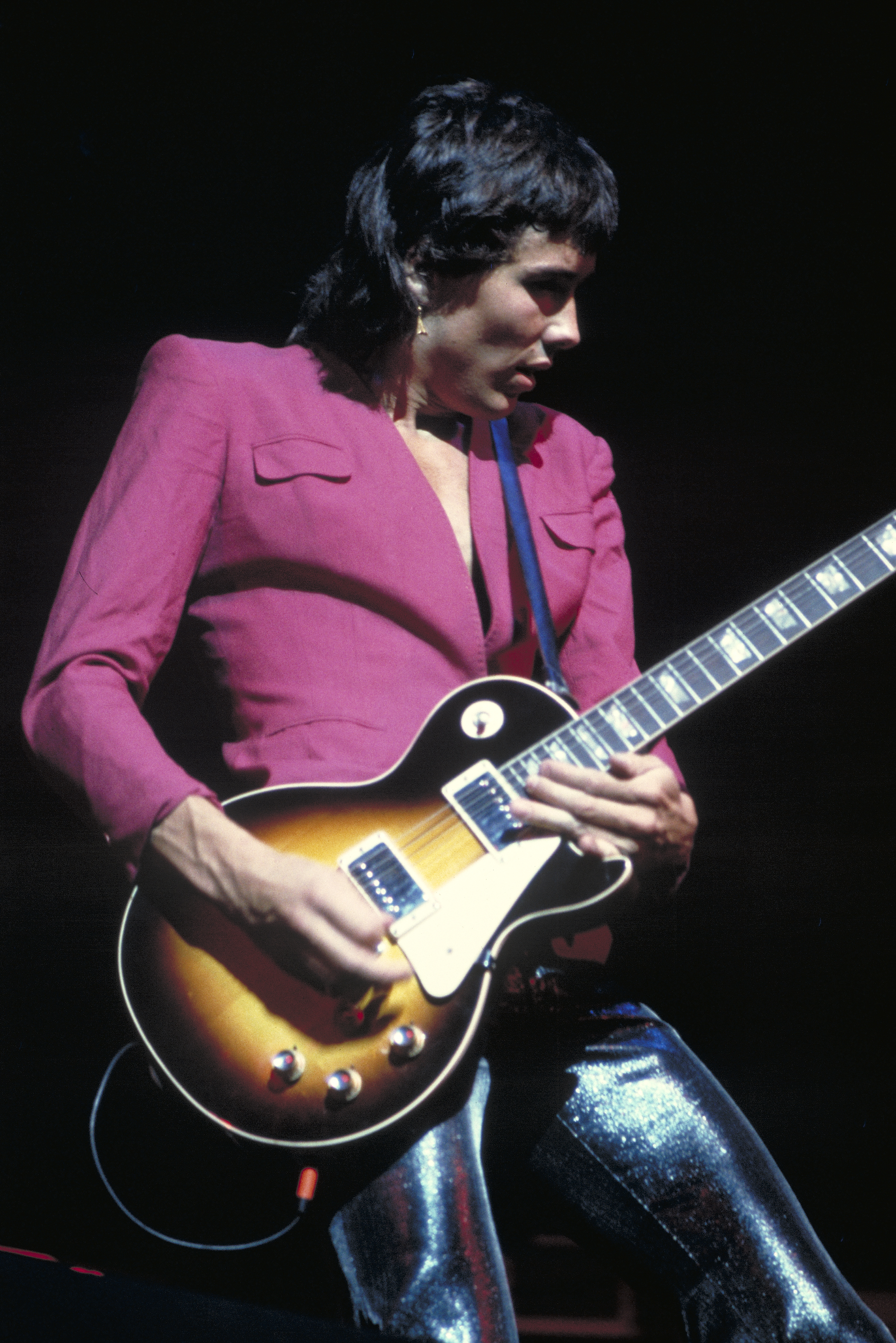
Sólový kytarista George Kooymans v roce 1974
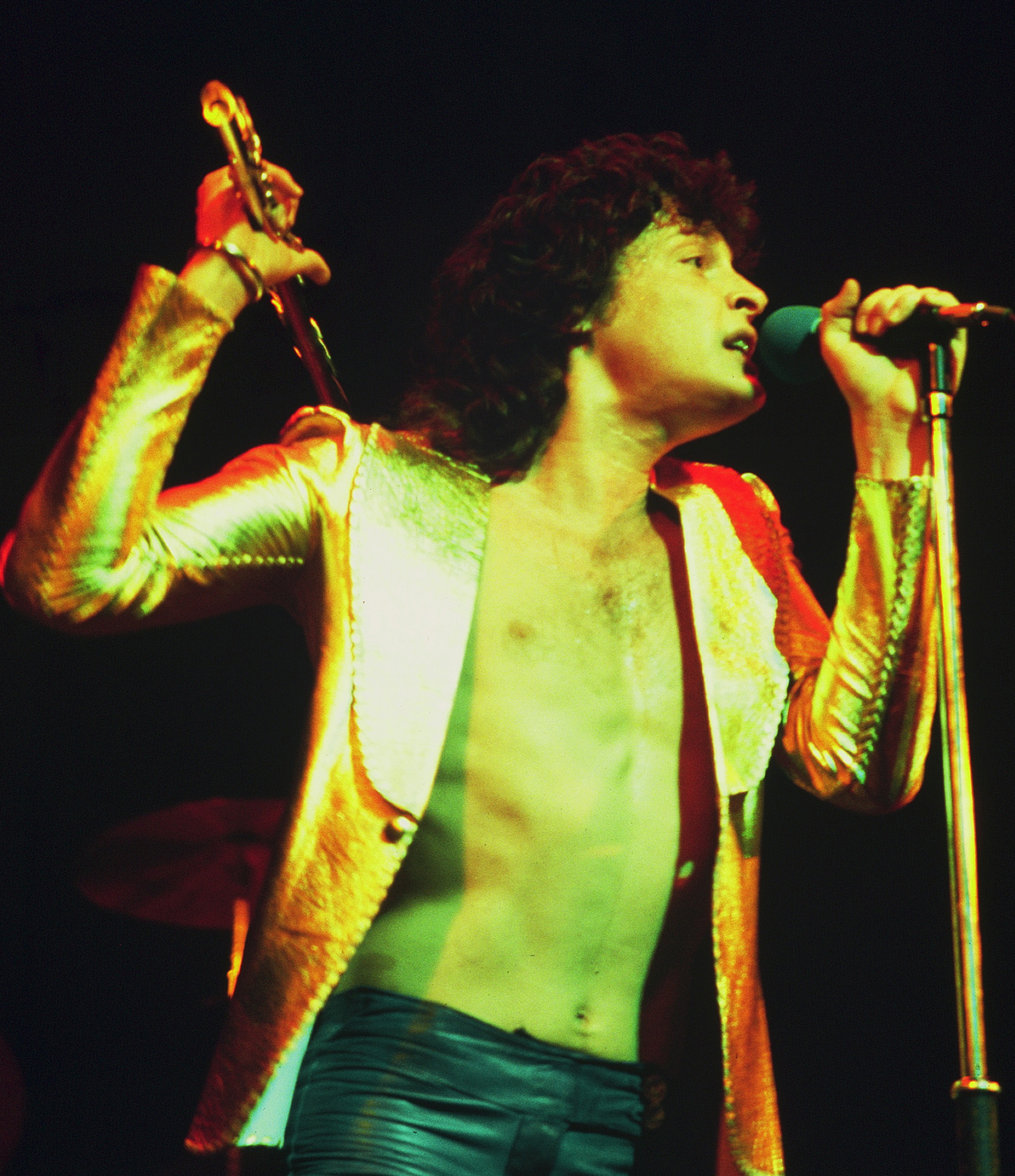
Zpěvák skupiny Barry Hay v roce 1974